# Armina elongata
Armina elongata is een slakkensoort uit de familie van de Arminidae. De wetenschappelijke naam van de soort is voor het eerst geldig gepubliceerd in 2004 door Ardila & Valdés.